# ウッディパルわち
ウッディパルわち（ウッディパルわち）は、京都府船井郡京丹波町下粟野にあるキャンプ場である。1996年（平成8年）開設。旧和知町の区域に位置しており、その中でも北部の山間いの上和知川のほとりに造成されている。
アウトドア用貸し出し物品が多数用意されており、川で魚つかみや貸し農園での収穫体験、栗拾い（要事前予約）などを行うことができる。
ゴールデンウィークなどの繁忙期では、予約が一杯になるなど隠れた穴場的存在のキャンプ場である。
京丹波町（旧和知町）が設置し、管理・運営は、ウッディパルわち管理委員会が行っている。

## 所在地
- 京都府船井郡京丹波町下粟野向山35

京都縦貫自動車道 丹波IC から、国道9号・国道27号・京都府道12号綾部宮島線・京都府道51号舞鶴和知線で約30分

## 主な施設等
- 入場料：有料（1人300円）
- 駐車場：有料（500円）
- 研修棟（和室4室、定員：1室4人、風呂・トイレ・台所・冷蔵庫共同）：有料
- コテージ（4棟、定員：1棟6人、風呂・トイレ・台所・冷蔵庫付）：有料
- テントサイト（約20区画）使用料：1張1,000円

## 周辺
- 上和知川
- 下粟野簡易郵便局
- 明隆寺（観音堂）
- 京都府道481号上杉和知線
- 和知青少年山の家